# Букурешть (женский волейбольный клуб)
«Букурешть» (рум. «București») — румынская женская волейбольная команда из Бухареста. Входит в структуру Муниципального спортивного клуба (МСК) «Букурешть» (рум. Clubul Sportiv Municipal (CSM) «București»).

## Достижения
- Чемпион Румынии 2018;
  - двукратный серебряный (2017, 2019) и двукратный бронзовый (2015, 2016) призёр чемпионатов Румынии.
- победитель розыгрыша Кубка Румынии 2018;
  - финалист Кубка Румынии 2016.
- победитель розыгрыша Кубка вызова ЕКВ 2016.

## История
Муниципальный спортивный клуб «Букурешть» основан в 2007 году. Тогда же в его составе образована женская волейбольная команда, дебютировавшая в дивизионе А2 (втором по значимости) чемпионата Румынии. В 2009/2010 волейболистки клуба заняли 2-е место в зоне «Восток» и после снятия двух команд с первенства страны в ведущей лиге получили возможность стартовать в дивизионе А1.
Дебют среди сильнейших команд Румынии в сезоне 2010/2011 для «Букурешти» сложился непросто. В регулярном первенстве столичная команда одержала лишь 3 победы в 20 матчах и заняла 9-е место среди 11 участников чемпионата. Следующие два сезона «Букурешть» провёл значительно успешнее. В 2012 и 2013 команда доходила до полуфинала чемпионата Румынии, но оба раза уступала на этой стадии своим соперникам, а далее проигрывала и в сериях за бронзовые награды, останавливаясь на итоговой 4-й позиции. В сезоне 2013/2014 «тигрицы» (прозвище команды по расцветке игровой формы) стали пятыми, а через год добились наивысшего для себя результата в первенстве страны, заняв 3-е место. Вновь не сумев преодолеть полуфинальной стадии, в серии за «бронзу» волейболистки «Букурешти» со счётом 3-1 оказались сильнее «Штиинцы» из Бакэу. Бронзовыми призёрами в составе столичного клуба стали: связующие — бразильянка Ана Тиеми Такагуи, Люминита Тромбитас, Диана-Лорена Тэтару; нападающие — болгарки Ева Янева и Кремена Каменова, сербка Ясна Майстрович, хорватка Карла Кларич, Кристель Эсдель из Тринидада и Тобаго, Роксана Бакшиш, Ана Казаку; центральные — сербка Наташа Шилькович, Джорджана Фалеш, Клаудия Гаврилеску; либеро — сербка Марина Вуйович. Руководил игрой команды хорватский тренер Мирослав Аксентьевич.
В межсезонье 2015 состав «Букурешти» претерпел серьёзные изменения, в котором остались лишь 5 волейболисток. Из многочисленных легионеров контракт с клубом продлила только сербская доигровщица Ясна Майстрович. Из новичков можно выделить опытных итальянских игроков связующую Пинчерато и либеро Руццоли, а также хорватку Сушич, болгарку Каракашеву и финку Пихлаямяки. Новым наставником команды стал Богдан Пауль.
Осенью 2015 года «Букурешть» в третий раз в своей истории взял старт в розыгрыше Кубка вызова ЕКВ. Два предыдущих выступления в этом еврокубковом турнире румынской команде успеха не принесли. В 2013 она дошла до четвертьфинала, где потерпела поражение от немецкого «Аурубиса», а в розыгрыше 2014/2015 уступила российской «Уралочке-НТМК» уже в стартовом раунде. В Кубке вызова 2015/2016 «Букурешть» уверенно прошёл две первых стадии, а в 1/8 оказался на грани «вылета», уступив греческому «Олимпиакосу» в первой игре на выезде 0:3 и лишь победа у себя на поле 3:1 и выигрыш в дополнительном сете позволили румынской команде продолжить выступление на турнире. Дальнейшие этапы плей-офф команда из столицы Румынии преодолела уверенными победами над немецким «Висбаденом» (дважды по 3:0) и турецкой «Бурсой Бююкшехир» (3:1 и 3:0), а в финале не оставила никаких шансов турецкой «Идман Оджагы» из Трабзона, дважды со счётом 3:1 переиграв своих соперниц. Таким образом неожиданно для многих «Букурешть» принёс женскому волейболу Румынии первый трофей за всё время розыгрыша европейских клубных турниров. Этого успеха команда добилась под руководством итальянского тренера Ф.Сальваньи, сменившего в феврале 2016 Пауля на тренерском посту. Лучшим игроком финальной серии Кубка вызова была признана волейлистка «Букурешти» Ясна Майстрович.
В чемпионате Румынии 2015/2016 «тигрицы» (закрепившееся за командой прозвище из-за расцветки игровой формы) на предварительном этапе стали третьими, а в полуфинале плей-офф в упорной борьбе уступилм команде «Тырговиште» 2-3 в серии. В матчах за 3-е место «Букурешть» с тем же счётом 3-2 (3:2, 3:0, 2:3, 2:3, 3:0) переиграл «Штиинцу» из Бакэу и во второй раз подряд стал обладателем бронзовых наград первенства. В Кубке страны «Букурешть» впервые дошёл до финала, где в трёх партиях проиграл «Тырговиште».
В межсезонье 2016 от прежнего состава команды осталась лишь одна волейболистка — Адина-Мария Рошка. Вернулся в Италию и главный тренер Франсуа Сальваньи, возглавивший «Зюдтироль Больцано». Новым наставником назначен другой итальянский тренер Никола Негро. Из новичков команды следует выделить хорватку Алайбег, канадку Чарук, голландку Колхас, венгерок Декань и Миловиц, словачку Радосову. В чемпионате Румынии обновлённая команда выиграла серебряные медали, а вот в розыгрыше Кубка вызова ЕКВ не смогла защитить свой титул, уступив уже в первом раунде греческому «Олимпиакосу» дважды по 0:3.
В сезоне 2017/2018 столичная команда под руководством турецкого тренера Ферхата Акбаша впервые выиграла чемпионат и Кубок Румынии. Интернациональный состав «Букурешта», в который вошли лишь три румынские волейболистки (Иоана-Мария Бачу, Андреа Испас и Алексия Кэруташу), в обоих национальных соревнованиях опередил сильнейшую румынскую команду последних лет — «Альбу-Блаж». Кроме трёх перечисленных местных спортсменок за «Букурешть» выступали белоруски Кристина Михайленко и Татьяна Маркевич, сербки София и Оливера Медич, сузана Чебич, украинка Ирина Трушкина, голландка Николь Колхас, итальянка Ноэми Синьориле, словачка Никола Радосова, японка Наоко Хасимото. 
В чемпионате Румынии 2018/19 столичные волейболистки финишировали на «серебряной» позиции. Летом 2019 года руководство клуба объявило о выходе команды из дивизиона А1. Команда клуба продолжит свои выступления в молодёжном дивизионе первенства Румынии.
В 2021 году основная команда клуба была возрождена и приняла участие в чемпионате страны в дивизионе А2. По итогам турнира «Букурешть» завоевал право на возвращение в дивизион А1 чемпионата Румынии. 

## Муниципальный спортивный клуб «Букурешть»
«Букурешть» — румынский мультиспортивный клуб из Бухареста, включающий секции по баскетболу, волейболу, гандболу, регби, лёгкой атлетике, мотоспорту и шахматам. Основан в 2007 году.
- Президент клуба — Александру Григориу.
- Генеральный директор — Василе Пислару.
- Председатель секции волейбола — Габриэл Ганча.
- Менеджер женской волейбольной команды — Эуджен Банчу.

## Арена
Домашние матчи «Букурешть» проводит в «Sala De Sport Elite Performance & Sport». Расположен в центральной части Бухареста. Открыт 3 апреля 2015 года.

## Сезон 2024—2025

### Переходы
Пришли: А.-Э.Кожокару («Альба-Блаж»), А.Ковач («Авиасия Академиаси», Турция), А.-М.Рошка («Гейдельберг», Испания), Б.-Г-Куку, М.-А.Штирбу (обе — «Констанца»), главный тренер А.Бигарелли («Бергамо», Италия).
Ушли: Э.Эванс, Ю.Задорожнай, Д.Фернандис, Й.Марин, Г.Диуф, А.Алексндру, М.Икич, главный тренер М.Мэчикэшан.

### Состав
| №  | Имя, фамилия              | Год рождения | Рост | Амплуа      | Гражданство          |
| -- | ------------------------- | ------------ | ---- | ----------- | -------------------- |
| 1  | Александра Собо           | 1987         | 191  | центральная | Румыния              |
| 2  | Андра-Элена Кожокару      | 2002         | 160  | либеро      | Румыния              |
| 3  | Стефания-Элена Кэлиною    | 2005         |      | центральная | Румыния              |
| 5  | Мишель Цереннадмид        | 2006         | 177  | нападающая  | Румыния              |
| 7  | Анджела Ковач             | 2000         | 183  | нападающая  | Босния и Герцеговина |
| 8  | Адина-Мария Рошка         | 1996         | 178  | нападающая  | Румыния              |
| 9  | Маржори Аполинарио Корреа | 1992         | 185  | центральная | Бразилия             |
| 10 | Ирина-Кристина Раду       | 1983         | 181  | нападающая  | Румыния              |
| 11 | Анна Кикути               | 1998         | 165  | связующая   | Япония               |
| 12 | Элиза Оцет                | 2006         | 170  | либеро      | Румыния              |
| 13 | Стефания Алупей           | 2006         | 179  | нападающая  | Румыния              |
| 17 | Бьянка-Габриэла Куку      | 2010         | 182  | нападающая  | Румыния              |
| 33 | Мария-Алесия Штирбу       | 2007         | 181  | связующая   | Румыния              |
| 71 | Катрин-Элена Штефанов     | 2008         | 187  | нападающая  | Румыния              |

- Главный тренер —  Альберто Бигарелли.
- Тренер — Нику Армяну.